# آلفرد ویل
 آلفرد ویل (انگلیسی: Alfred Vail؛ ۲۵ سپتامبر ۱۸۰۷ – ۱۸ ژانویهٔ ۱۸۵۹) یک مخترع اهل ایالات متحده آمریکا بود.